# Lana Rhoades
Amara Maple, mer känd under artistnamnet Lana Rhoades, född 6 september 1996 i Chicago i USA, är en amerikansk influerare och tidigare porrskådespelare. Under sin korta karriär mot 2010-talets slut var hon framgångsrik inom amerikansk mainstreampornografi.

## Biografi
Som ung läste hon om personer som Jenna Jameson, Savannah och Sasha Grey, vilket väckte hennes intresse av att utforska någon form av sexarbete. Redan som 14-åring berättade Maple för skolans studievägledare att hon tänkte sikta mot en karriär som porrskådespelare. Ett år senare började hon använda sitt utseende för att nå ekonomiska vinster. Hennes umgänge inkluderade småbrottslighet, och därefter tillbringade hon en tid på ungdomsanstalt.
Hon började medverka i inspelningar av pornografiska filmer under artistnamnet Lana Rhoades som 19-åring. Hennes "girl next door"-utseende bidrog till hög uppmärksamhet, och året efter belönades hon med AVN Award för "hetaste nykomling". Efter flera ekonomiskt framgångsrika år inom den pornografiska filmbranschen avslutade hon sin karriär år 2018 inom den reguljära delen av branschen. Därefter har hon, med enstaka inhopp som skådespelare (exempelvis för Brazzers år 2020), övergått till en verksamhet som influerare och mediapersonlighet − fortfarande under sitt artistnamn. Hon har en kluven inställning till sin tid i pornografifilmsindustrin, en bransch som hon säger har gott om manipulativa människor.
Hon är numera (2022) bland annat medproducent av videobloggen 3 Girls 1 Kitchen. Hon producerar eget pornografiskt material via OnlyFans, en verksamhet som gynnas av den uppmärksamhet som hennes tidigare karriär fortfarande ger henne. Det finns gott om material med henne på kommersiella videoplattformar som Pornhub och XVideos, och på den förstnämnda var hon både 2020 och 2021 den mest sökta porrskådespelaren. På Pornhub var hon fram till i september 2022 den mest visade skådespelaren, med 1,4 miljarder visningar, medan hennes videor på XVideos så dags hade visats 2,6 miljarder gånger.

## Utmärkelser[3]
- Spank Bank Awards: Porn's Next Superstar (2017)
- AVN Awards: Hottest Newcomer (2017)
- Spank Bank Technical Awards: Stella Cox's Favorite Stalker (2017)
- XBiz Awards: Best New Starlet (2017)
- Spank Bank Technical Awards: World's Hottest 'Would Be' Lesbian (2017)
- Spank Bank Technical Awards: Facesitting Phenom (2018)
- Spank Bank Awards: Porn's 'It' Girl (2018)
- AVN Awards: Best Anal Sex Scene, Anal Savages 3 (2018)
- Pornhub Awards: Most Popular Female Performer (2019)
- Spank Bank Awards: POV Perfectionist of the Year (2019)